# Grande Encontro Turma da Mônica & Liga da Justiça
Grande Encontro Turma da Mônica & Liga da Justiça foi uma série de história em quadrinhos que trazia crossovers especiais entre os personagens da Turma da Mônica (da brasileira Mauricio de Sousa Produções) e da Liga da Justiça (da norte-americana DC Comics).
As histórias, desenvolvidas pelo estúdio brasileiro com enredo produzido em conjunto entre as duas editoras, foram apresentadas nas edições de dezembro de 2018 dos gibis regulares da Turma da Mônica e Turma da Mônica Jovem (a qual recebeu uma segunda parte do crossover no mês seguinte). Cada revista teve uma capa no estilo tradicional dos gibis infantis e uma ou duas capas alternativas no estilo das HQs de super-heróis.
A série ganhou, em 2019, o 31º Troféu HQ Mix na categoria "grande contribuição". Também em 2019, foram lançadas duas edições em capa dura compilando todas as histórias, intituladas Grande Encontro – Turma da Mônica & Liga da Justiça – Edição definitiva (224 páginas) e Grande Encontro – Turma da Mônica Jovem & Liga da Justiça – Edição definitiva (256 páginas)

## Lista de revistas e personagens participantes do crossover[5]
- Magali nº 44 - Magali, Mulher-Gato e The Flash
- Cebolinha nº 44 - Cebolinha, Batman e Arlequina
- Mônica nº 44 - Mônica, Lanterna Verde e Mulher-Maravilha
- Turma da Mônica nº 44 - Turma da Mônica e Superman (fazendo referência à HQ clássica Para o homem que tem tudo)
- Cascão nº 44 - Cascão e Aquaman
- Chico Bento nº 44 - Chico Bento, Superman e Mulher-Maravilha
- Turma da Mônica Jovem nº 25 e 26 - Turma da Mônica Jovem, Astronauta e Liga da Justiça